# Veselîi Kut, Talne
Veselîi Kut (în ucraineană Веселий Кут) este o comună în raionul Talne, regiunea Cerkasî, Ucraina, formată numai din satul de reședință.

## Demografie
Componența lingvistică a comunei Veselîi Kut
     Ucraineană (97,4%)
     Rusă (1,83%)
     Alte limbi (0,31%)
Conform recensământului din 2001, majoritatea populației comunei Veselîi Kut era vorbitoare de ucraineană (97,4%), existând în minoritate și vorbitori de rusă (1,83%).